# ジュメイラ・ビーチ・ホテル
ジュメイラ・ビーチ・ホテル（Jumeirah Beach Hotel）は、アラブ首長国連邦のドバイにある高級5つ星ホテル。オープンは1997年。ジュメイラの運営ホテルでもある。ホテルは598室と19の別荘を備えている。波形を建築が有名。

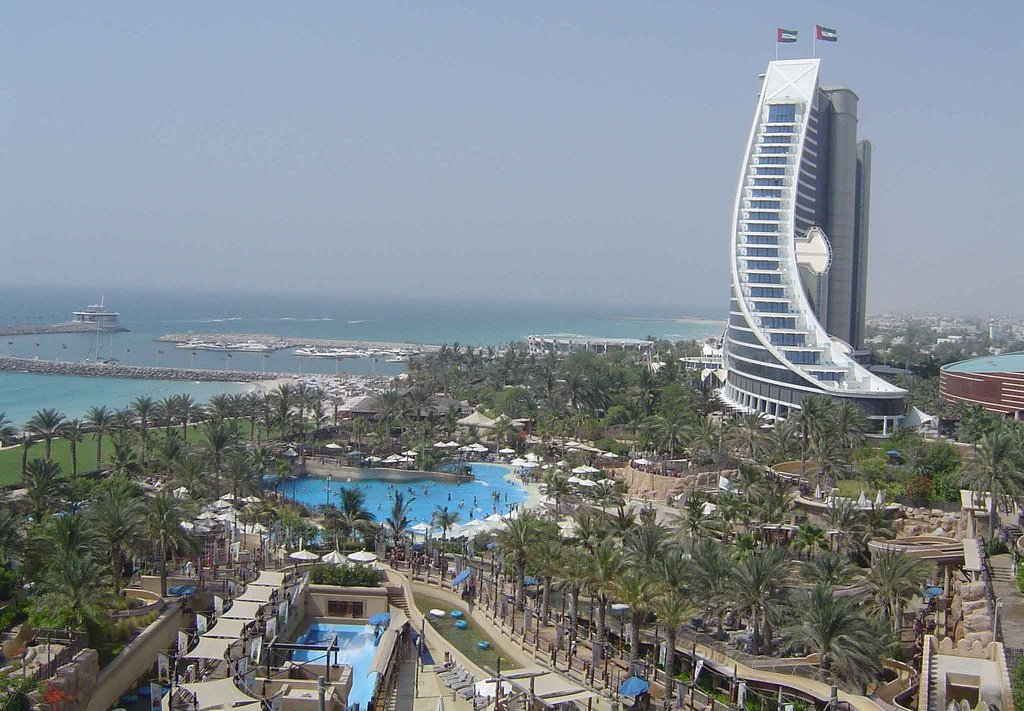
テーマパーク「ワイルド・ワディ」

また、ホテルの近くにはワイルド・ワディ・ウォーターパークや砂浜もある。なお、ワイルド・ワディはホテル宿泊者に限り無料で利用可能。